# IRAS 18090-2608
IRAS 18090–2608 ist ein Stern im Sternbild Schütze (Sagittarius) und wird im OGLE-Katalog und laut Veröffentlichungen von Soszynski et al. und Iwanek et al. als langperiodisch veränderlicher Stern (sogenannter Mirastern) im galaktischen Zentralbereich mit der Nummer 225466 aufgeführt. Mirasterne – benannt nach dem Stern Mira im Sternbild Walfisch (Cetus) – sind langperiodische pulsationsveränderliche rote Riesensterne.
Nach Angaben des SIMBAD-Katalogs findet sich der Stern auch in den 2MASS-, WISE- und TIC-Auflistungen. Die IRAS-Bezeichnung geht auf Messungen des Infrared Astronomical Satellite aus dem Jahr 1983 zurück. In den aufgeführten Katalogen finden sich keine Entfernungsangaben von IRAS 18090–2608.
Eine Parallaxenbestimmung erfolgte aber durch das Gaia-Weltraumteleskop und die im Gaia DR2-Katalog bestimmte Parallaxe von 0.282189 Bogensekunden würde einer Entfernung von etwa 11,5 Lichtjahren (3.5437 Parsec) entsprechen. Gaia DR2 gibt keine scheinbare Helligkeit, sondern eine ungefilterte G-Band-Helligkeit, die den Wellenlängenbereich von 350 bis 1000 nm abdeckt, mit nur 19,7 mag an. Falls das Objekt tatsächlich ein Mirastern ist, dann kann er sich nicht in dieser geringen Entfernung befinden und müsste weitaus heller erscheinen. Gegen die Entfernung von 3.5 pc spricht auch die geringe Eigenbewegung des Objekts von etwa 17 mas/y (= Millibogensekunden pro Jahr) in der Rektaszension und −1,5 mas/y in der Deklination, die eher zu einem weitaus entfernteren Stern passt. Wäre die Entfernung korrekt und der Stern nicht veränderlich, so spräche die geringe G-Band-Helligkeit für einen sehr dunklen roten oder braunen Zwerg und nicht für einen Mirastern. Der auf Gaia-DR2 folgende Gaia DR3-Katalog gibt für diesen Stern keine Parallaxe mehr an. Weitere Untersuchungen sind daher notwendig, um die offenen Fragen zu klären.